# Sammy Cahn
Sammy Cahn, egentligt namn Samuel Cohen,  född 18 juni 1913 i New York, död 15 januari 1993 i Los Angeles, var en amerikansk kompositör och sångtextförfattare.
Ett 20-tal av hans sånger har nått förstaplaceringar på amerikanska "hit"-listor. Han har samarbetat med kompositören Saul Chaplin. Succémelodin "Bei mir bist du schön" blev upptakten till deras verksamhet i Hollywood.
Cahn har skrivit sångtexter till filmer med Frank Sinatra, Bing Crosby, Bob Hope m.fl. Till hans mest kända sånger hör "It's magic", "Be my love" och "Give me five minutes more".

## Filmmusik i urval
- 1954 – Vera Cruz
- 1955 – How To Be Very, Very Popular
- 1958 – The Long, Hot Summer
- 1960 – Let's Make Love
- 1968 – Star!